# Iron Sky
Iron Sky je finsko-německo-australská filmová sci-fi komedie z roku 2012, kterou natočil finský režisér Timo Vuorensola. Autory scénáře jsou Johanna Sinisalo a Michael Kalesniko. Film je o německých nacistech, kteří po porážce v roce 1945 odletěli na Měsíc, kde vybudovali kosmickou flotilu, aby se v roce 2018 vrátili a dobyli Zemi.
Film Iron Sky v produkci společností Blind Spot Pictures a Energia Productions (koprodukce New Holland Pictures a 27 Films) pochází od tvůrců sci-fi komedie / parodie Star Wreck: In the Pirkinning. Byl spolufinancován filmovými fanoušky, kteří se mohli na filmu podílet i reklamou a nápady.
20. května 2012 oznámil producent Tero Kaukomaa, že jsou v plánu další 2 filmy - prequel a sequel Iron Sky. Bližší informace neuvedl. Kaukomaa měl ve filmu cameo roli, hrál finského vyslance při OSN.

## Obsazení
V hlavních rolích se objevili:
| Julia Dietze      | Renate Richterová              |
| Götz Otto         | Klaus Adler                    |
| Christopher Kirby | James Washington               |
| Tilo Prückner     | Dr. Richter                    |
| Udo Kier          | Wolfgang Kortzfleisch          |
| Peta Sergeant     | Vivian Wagnerová               |
| Stephanie Paul    | prezidentka USA Sarah Palinová |

## Děj
V roce 2018 přistává na odvrácené straně Měsíce modul z americké kosmické lodi Liberty. Na palubě jsou 2 astronauté, Sanders a Washington. Druhý jmenovaný je černošský model, jehož zařazení do kosmického programu má zvednout volební preference americké prezidentky Sarah Palinové. Po přistání dvojice objeví nacistickou základnu, která je zde od roku 1945. Sanders je zastřelen a Washington se stane rukojmím.
Vědec dr. Richter, otec Renaty Richterové je povolán k vyšetření Washingtona a objeví jeho smartphone. I když je zpočátku skeptický, odhalí vysoké technologické možnosti telefonu a propojí jej s Götterdämmerungem, nacistickou kosmickou bitevní lodí. Hodlá svůj úspěch demonstrovat před nadřízenými a před samotným vůdcem Wolfgangem Kortzfleischem. Naneštěstí pro Richtera, při předváděcí akci se telefonu vybije baterie a stroje se zastaví. Velitel Klaus Adler (jenž se má z rasových důvodů stát manželem dcery dr. Richtera Renate - odbornice na Zemi) žádá o povolení letět na Zemi a získat více chytrých telefonů. James Washington udělá dojem na Renate, která mu poradí, aby předstíral, že se stal nacistou, což mu má zachránit život. Je totiž „árizován“ pomocí albinizéru, jeho pokožka vybledne. Washington sehraje svou roli a připojí se k misi na Zemi. Po přistání Adler zjistí, že na palubě byla i Renate.
Mezitím v USA řeší prezidentka problém, jak zvednout své volební preference v blížících se volbách. Plán s vysláním mise na Měsíc selhal, nyní potřebuje nějaký zázrak. Její poradkyně Vivian Wagnerová jí představí Adlera a Richterovou, kteří vytvoří prezidentskou kampaň v nacistickém stylu. Renate žije stále v iluzi, nevěří, že Adler chce svrhnout vůdce Kortzfleische a zničit Spojené státy.
Po třech měsících vyšle Führer Kortzfleisch armádu (bez své vlajkové lodi Götterdämmerung) na orbitu Země. Svému veliteli nedůvěřoval, tušil, že chce převzít jeho pozici. Adler jej zabije a skutečně se stane novým vůdcem. Vrátí se Kortzfleischovým létajícím talířem na oběžnou dráhu Země. Ve stejné chvíli potká Renate na ulici Washingtona, ze kterého se stal bezdomovec a teprve nyní prozře z iluze.
Sejde se Rada OSN, aby projednala nacistickou hrozbu. Prezidentka je nadšená, válka je tím pravým stimulem pro znovuzvolení a určí svou poradkyni Vivian Wagnerovou za velitelku kosmoplánu s jadernými zbraněmi USS George W. Bush. Jak vyjde najevo, i další národy vyzbrojily tajně své vesmírné stanice zbraněmi či vytvořily kosmické vojenské síly (jedinou zemí, která tak neučinila je Finsko, jak nesměle přizná její vyslanec). Společně se vrhnou do boje proti invazním silám nacistů.
Renate Richterová přesvědčí Washingtona, aby letěl s ní na Měsíc zastavit Adlera. Odletí Adlerovým létajícím talířem na bitevní loď Götterdämmerung, kde se Washington odloučí, aby vyřadil z činnosti motory, zatímco Renate pátrá po Adlerovi. Adler hodlá vypálit z energetických děl na Zemi, ale je upozorněn, že se planeta nachází pod měsíčním horizontem. To pro něj není překážka, Götterdämmerung jednoduše kus měsíce ustřelí. Na palubě zatím zápasí Washington s dr. Richterem, přemůže jej a odpojí tablet napojený na ovládání lodi. Renate v souběžném zápase usmrtí Adlera botou. Obrovská bitevní loď se zřítí na povrch Měsíce.
Prezidentka gratuluje v přímém přenosu ze zasedání OSN Wagnerové k úspěchu. Vivian zmíní velké tanky na helium 3, které zahlédla na Měsíci. Tento materiál umožní Spojeným státům energetickou nezávislost na tisíciletí. Tímto vyjde najevo, že Američané lhali, že na pozemském satelitu nemají žádné své kapacity. V OSN se do sebe pustí všichni členové a ve vesmíru se napadnou dříve spolupracující kosmické lodě a stanice, výsledkem je vzájemné zničení.
Renate se setká s Washingtonem (opět tmavé pleti) v poničené nacistické základně ve tvaru svastiky, kde se políbí před ostatními. Richterová poznamená, že „bude potřeba ještě hodně udělat“. Na Zemi vypukla jaderná válka, jednotlivé exploze jsou viditelné z kosmu. V samotném závěru filmu (po titulcích) je záběr na planetu Mars, kolem níž krouží neznámý satelit.